# Honorio Condoy
Honorio García Condoy, né à Saragosse le 21 novembre 1900 et mort à Madrid le 1er janvier 1953, est un sculpteur et peintre espagnol.

## Biographie
Honorio García Condoy signe ses œuvres « Condoy » du nom de sa mère (Juliana Condoy Tello) pour éviter toute confusion avec l'œuvre de son père, Elías García Martínez, lequel, après avoir fréquenté les écoles des Beaux-Arts de Valence et de Barcelone, enseigne à l'école des Beaux-Arts et à l'Institut de l'enseignement secondaire de Saragosse.
Sixième des huit enfants de la famille, il manifeste dès cinq ans un goût pour la création, « gratte, taille, coupe tout ce qui peut se tailler, se couper, se graver, se râper », utilisant « pour crayon un clou épointé, pour ciseau un canif, qu'importe ». Il fait à treize ans sa première fugue à Barcelone, accueilli dans un atelier de sculpteur en échange de menus travaux. Sa mère vient un an plus tard le rechercher.
Ses parents l'engagent alors à entrer, en 1915, à l'école des Beaux-Arts de Saragosse. Réalisant des bustes de ses amis artistes, il participe pour la première fois à une exposition collective en 1919. Au début des années 1920, il fait son service militaire à Melilla où il a l'occasion de s'intéresser à l'art africain et l'art islamique mais « rapporte la conviction qu'un art livré à la seule ornementation (...), dos tourné à la représentation humaine, ne peut avoir suffisamment d'évocation émotionnelle ».
En 1925 il séjourne plusieurs mois à Madrid où il expose au VIe Salon d'automne. En 1926, l'Ayutamiento de Saragosse lui commande un buste de Goya, et en 1928, un autre du dramaturge Joaquín Dicenta (es). Il participe en 1929 à la décoration d'un pavillon de l'Exposition internationale de Barcelone et réalise une exposition personnelle à Saragosse. Ayant obtenu en 1932 la seconde médaille à l'exposition nationale des Beaux-Arts de Madrid puis une bourse pour poursuivre ses études, il vit de 1934 à 1937 à Rome où il se marie le 15 juillet 1935 avec Guadalupe Fernández et participe en 1936 à la Biennale de Venise.
Les boursiers devant signer leur adhésion au nouveau régime espagnol, il refuse, renonçant à toute carrière officielle et commande d'état. Obligé de quitter Rome, il séjourne brièvement à Bruxelles où il expose puis s'installe définitivement le 15 août 1937 à Paris dans un petit hôtel de la rue Vavin puis au 45 de la rue Boissonade (à cette même dernière adresse est alors également installé le peintre José Palmeiro qui accroche son Portrait de Condoy au Salon des Tuileries de 1944). En 1946 il passe plusieurs mois en Tchécoslovaquie pour organiser à Prague l'exposition Art de l'Espagne républicaine qui réunit les artistes espagnols résidant à Paris.
De 1950 à 1952 il séjourne durant l'été à Alba-la-Romaine où il expose avec ses amis les artistes d'Alba-la-Romaine parmi lesquels Theodore Appleby, Eudaldo, Alejandro Obregón, Jeanne Besnard-Fortin et où il se lie d'amitié avec José Charlet, architecte et peintre qu'il attire à la sculpture.
De retour en Espagne en 1952, il meurt à Madrid l'année suivante des suites d'un cancer du poumon.

## Œuvre

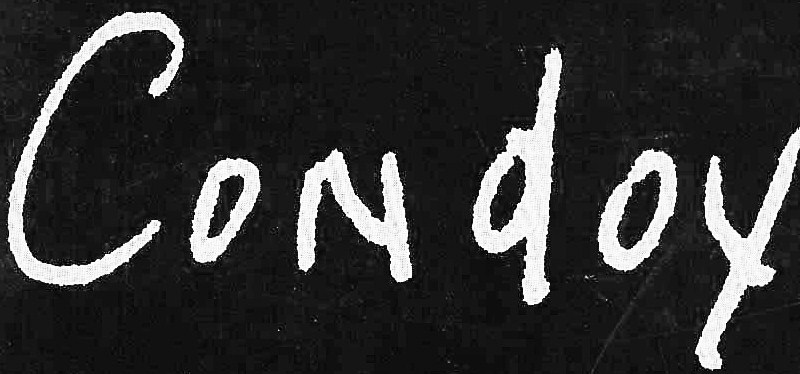
Signature de Condoy

Fondamentalement attachées à la représentation de la figure humaine, bustes puis nus féminins ou maternités (Vénus de l'Èbre, 1927 ; Vénus de Baviera, c. 1929 - du nom de la brasserie où elle fut installée en 1930), ses sculptures sont réalisées dans une large variété de matières, pierre, bois, métal, terre cuite ou plâtre. En une première étape de son travail elles sont de caractère réaliste et expressionniste mais, à travers une simplification des formes et des volumes, évoluent progressivement vers une abstraction en laquelle se conjuguent les influences de l'art africain et ibérique et la démarche cubiste.
Beaucoup des sculptures de Honorio Condoy sont de petits formats. Elles se trouvent dans des collections particulières mais figurent aussi dans celles du Musée d'art moderne de Paris et du Musée de Saragosse.
La Galerie Creuze de Paris présente en 1962 une exposition de ses œuvres rassemblant plus de 75 sculptures et 300 aquarelles et dessins. En Espagne, le Ministère de l'éducation nationale organise une rétrospective au Palais de cristal de Madrid en 1964. Un hommage est rendu à Condoy à la VIe Biennale de Sculpture contemporaine de Paris, et de nouvelles rétrospectives sont présentées en 1975 au musée de Saragosse, en 1983 à la Lonja de Saragosse, en 1990 au musée Pablo Gargallo de Saragosse ainsi qu'en Tchécoslovaquie, et à Saragosse en 2000 pour le centième anniversaire de sa naissance. En 2007 El volumen apropiado réunit à Logroño des œuvres de Pablo Gargallo, Ramón Acín, Honorio García Condoy et Pablo Serrano.

## Musées et lieux publics

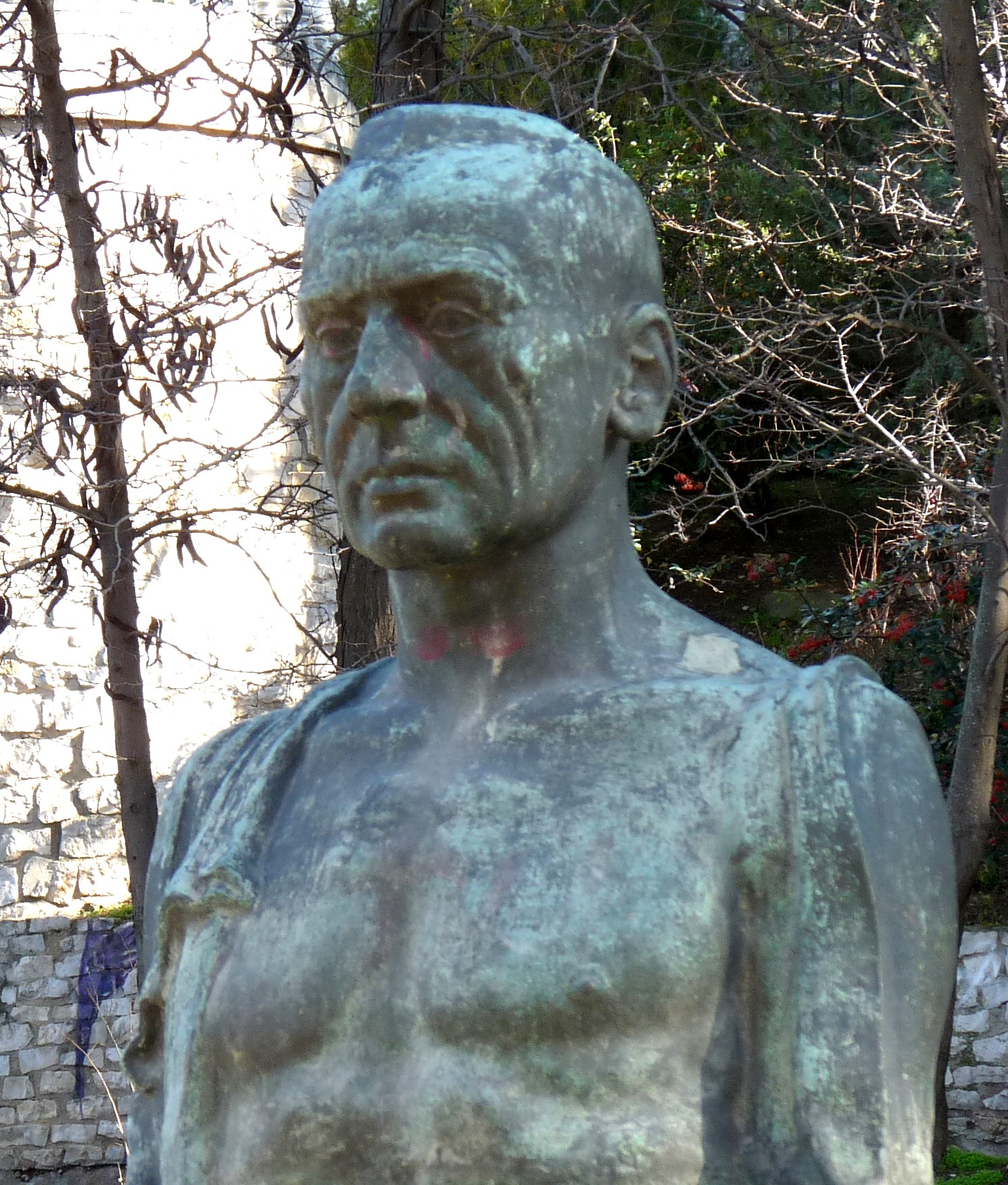
Buste de Joaquín Dicenta, bronze, 1928, Parque José Antonio Labordeta, Saragosse

### France
- Femme debout, 1948, 74,5 x 18 x 18 cm, bois blanc; Sans titre, 1949, 73 x 10,2 x 10,2 cm, bois de frêne; Sirène, 1949, 42 x 230 x 42 cm, acajou, Centre Pompidou
- Femmes, 1945, marbre, La Piscine, Roubaix

### Espagne
- Buste de Goya, 1926, place del Carmen, Saragosse
- Buste de Joaquín Dicenta, bronze, 1928, Parque José Antonio Labordeta, Saragosse
- Femme nue, c. 1927, 61 x 21 x 15 cm; Cybele, 1947, 54,3 x 10 x 14,5 cm, Museo Ibercaja Camón Aznar, Saragosse
- Vénus de Baviera, c. 1929, 188 x 44 x 39 cm, Musée de Saragosse
- Danseuse, 2 mètres de hauteur, bronze, alle Monzón, Saragosse